# تیمبر لیکس (یوتا)
تیمبر لیکس (به انگلیسی: Timber Lakes) یک منطقهٔ مسکونی در ایالات متحده آمریکا است که در شهرستان واساچ، یوتا واقع شده‌است. تیمبر لیکس ۷٫۲ کیلومتر مربع مساحت و ۶۰۷ نفر جمعیت دارد و ۲٬۳۵۲ متر بالاتر از سطح دریا واقع شده‌است.